# Мемориал еврейским солдатам польской армии во Второй мировой войне
Мемориал еврейским солдатам польской армии во Второй мировой войне (ивр. האנדרטה לזכר החיילים היהודים בצבא הפולני במלחמת העולם השנייה‎) — мемориал, расположенный на военном кладбище на горе Герцля, в Иерусалиме, посвящённый памяти еврейских солдат, павших на фронтах Второй мировой войны в составе польских военных формирований.
Мемориал построен по инициативе Ассоциации еврейских ветеранов польской армии, участников Второй мировой войны (ивр. ארגון וטרנים של יוצאי צבא פולין‎). Архитектор мемориала Ицхак Рахлин. Скульптор Герман Кронгауз. Мемориал открыт в 1998 года. Рядом с ним расположен Мемориал еврейским солдатам Красной армии во Второй мировой войне.
Мемориал состоит из двух стен, выложенных камнями. На стене выложена строка из второй книги Самуила «быстрее орлов, сильнее львов они были». Ниже надпись на английском языке: «Памяти еврейских солдат, павших в рядах польской армии». На второй части стены расположен барельеф солдата с оружием и ниже надпись по польски «За Вашу и Нашу свободу».
Перед стенами расположена площадка для проведения мероприятий, к которой ведёт каменная лестница, с двух сторон которой установлены стелы. На правой стеле металлический орёл по типу кокарды польской армии 1939—1945 годов и надпись золотыми цифрами «1939-1945». На левой стеле, оформленной в форме меноры, звезда Давида жёлтого цвета и надпись на иврите «Памяти еврейских солдат польских армий, павших во Второй мировой войне».
Более 200 тысяч еврейских солдат сражалось с нацистами в рядах польских вооружённых сил. Почти 60 тысяч из них попали в немецкий плен в 1939 году. Мало кто из них выжил.

## Галерея

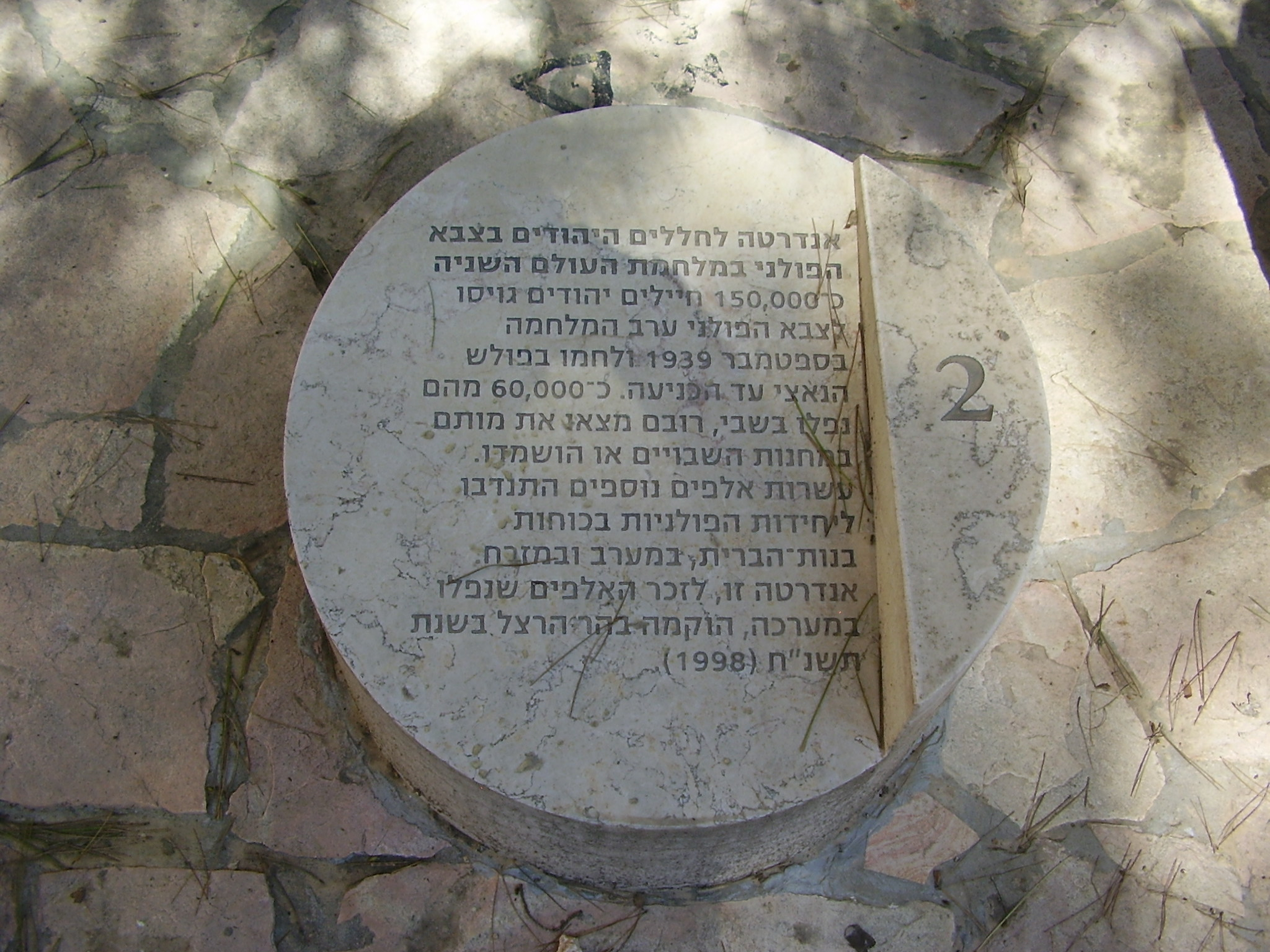
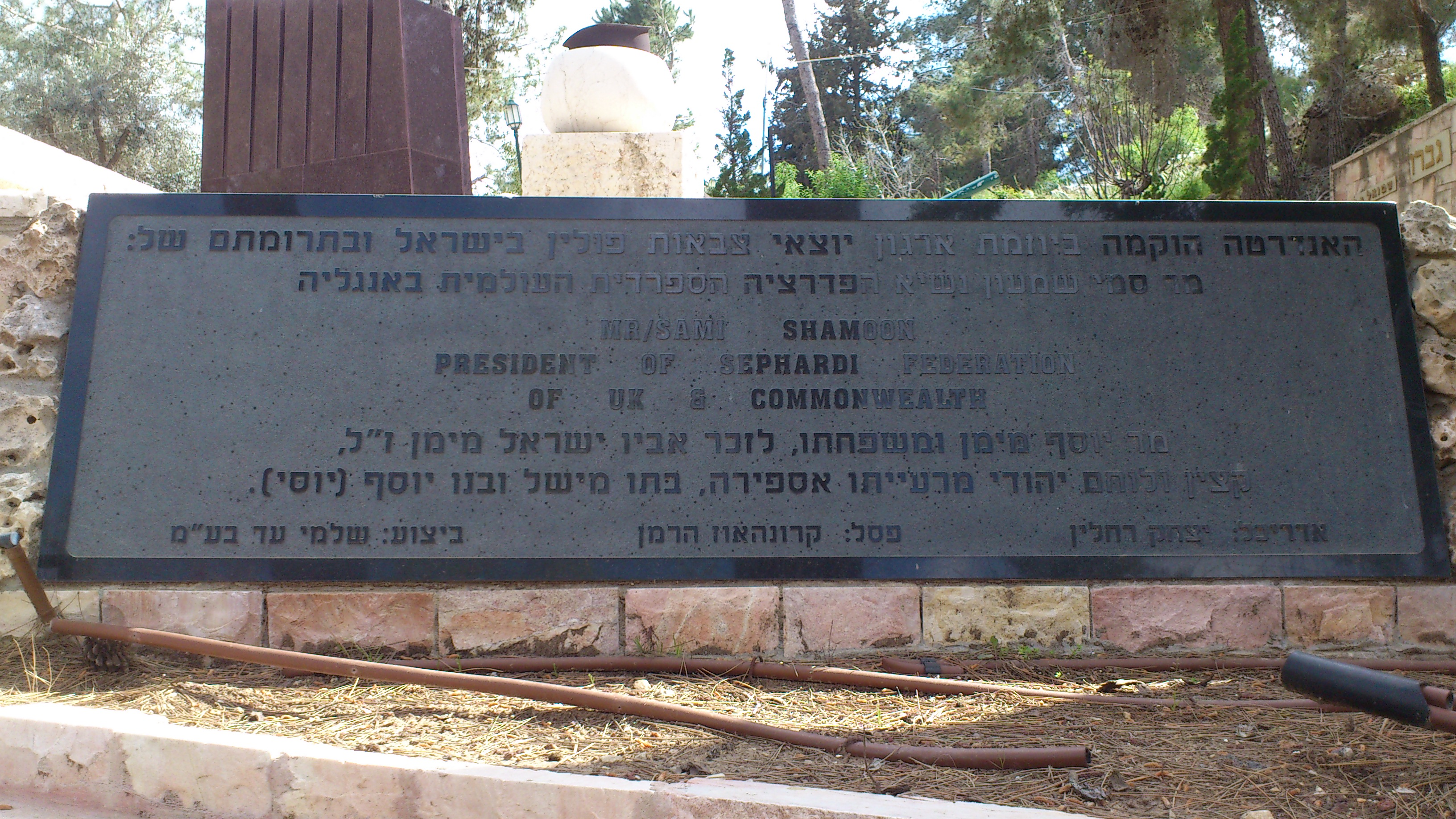
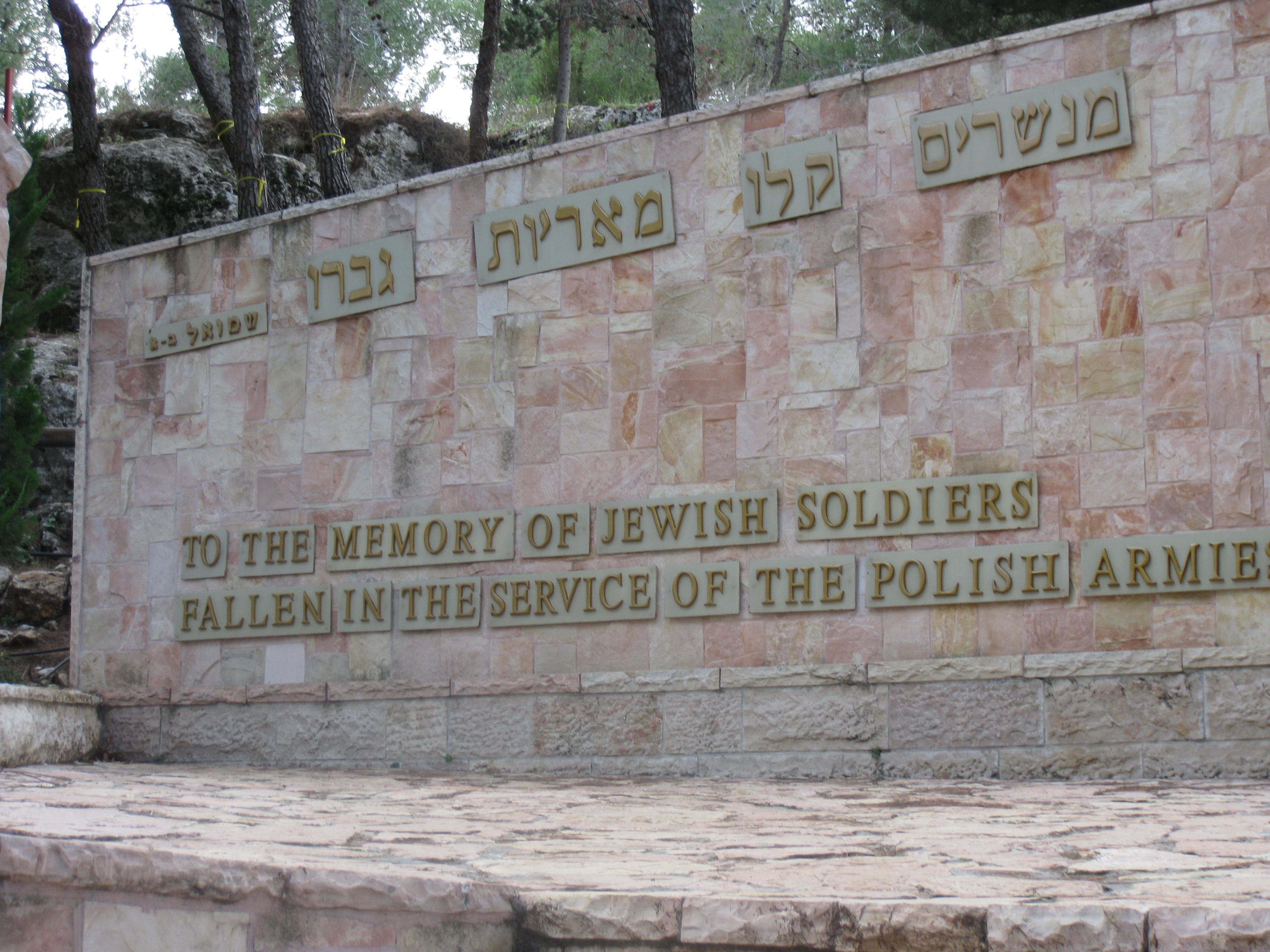
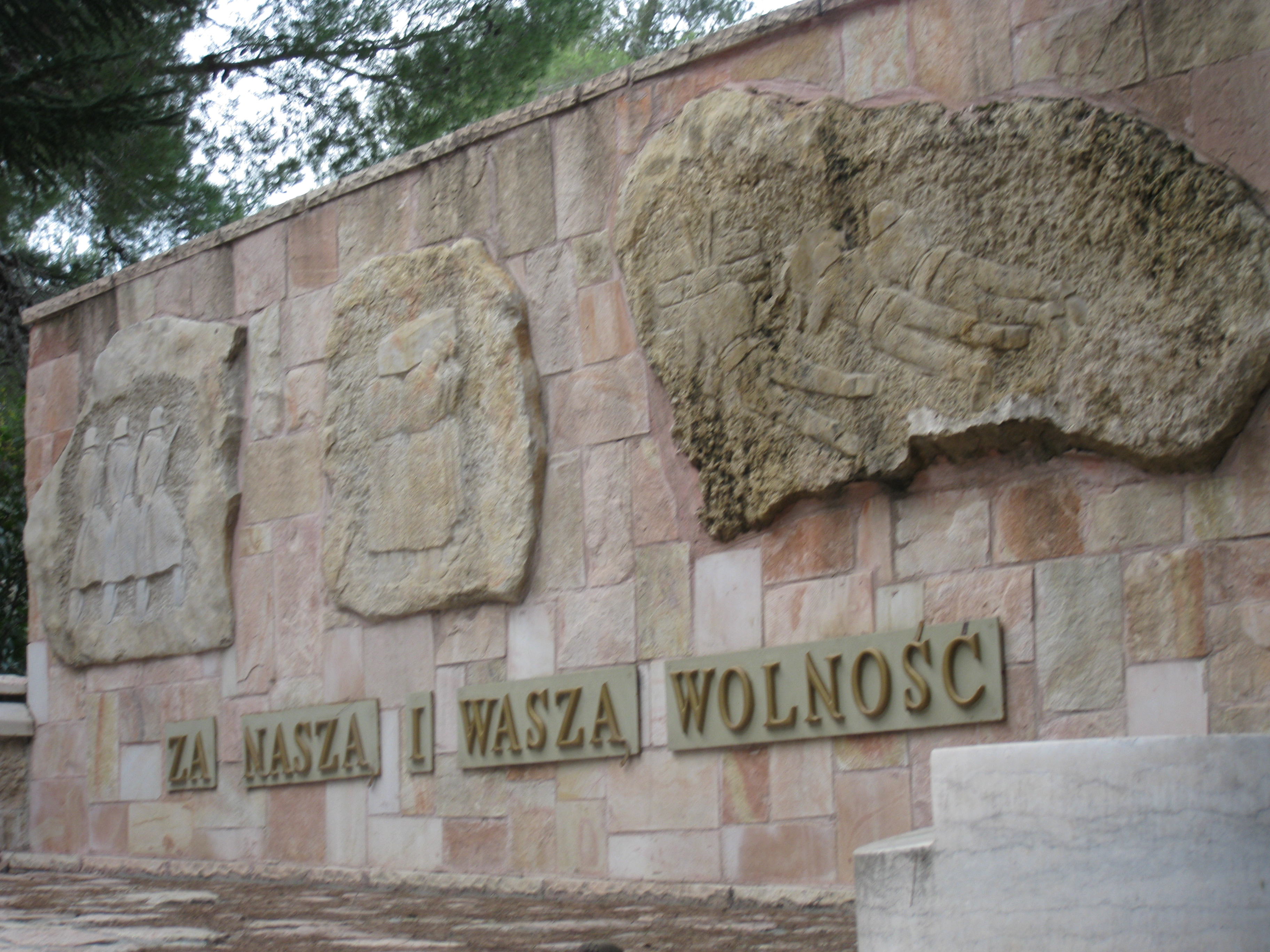